# 圣皮埃尔拉里维耶尔
圣皮埃尔-拉里维耶尔（法語：Saint-Pierre-la-Rivière，法語發音：[sɛ̃ pjɛʁ la ʁivjɛʁ] ⓘ）是法国奥恩省的一个旧市镇，位于该省北部，属于阿让唐区。2017年1月1日，圣皮埃尔-拉里维耶尔和相邻的另外13个市镇合并为新市镇欧日地区古费恩（Gouffern-en-Auge）。

## 地理
圣皮埃尔-拉里维耶尔（48°49'35"N, 0°11'24"E）面积9.37 平方千米，位于法国诺曼底大区奧恩省，该省份为法国西北部内陆省份，北起顺时针与卡爾瓦多斯省、厄尔省、厄尔-卢瓦省、萨尔特省、马耶讷省和芒什省接壤。
与圣皮埃尔-拉里维耶尔接壤的市镇（或旧市镇、城区）包括：叙尔维、阿韦尔讷苏塞姆、库德阿尔、拉弗雷奈法耶勒、梅尼勒于贝尔-昂内姆、蒙托尔梅勒、奥梅埃勒。
圣皮埃尔-拉里维耶尔的时区为UTC+01:00、UTC+02:00（夏令时）。

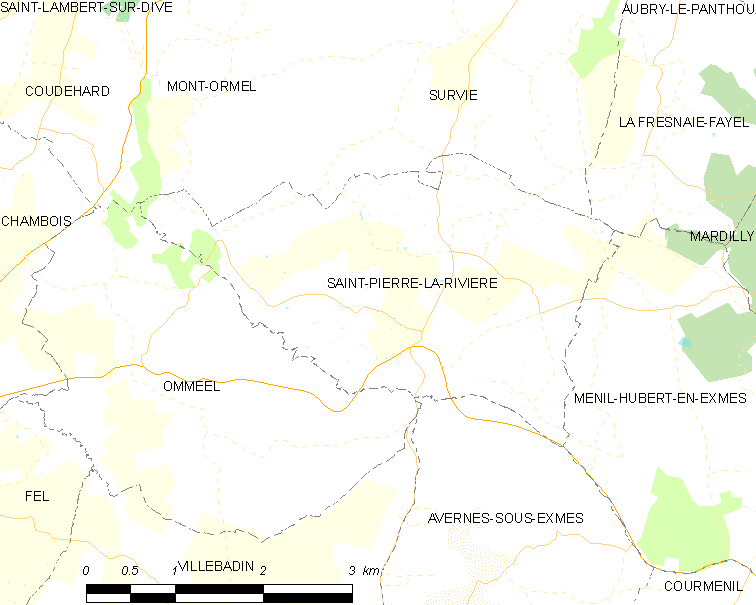
圣皮埃尔-拉里维耶尔的OSM定位图

## 行政
圣皮埃尔-拉里维耶尔的邮政编码为61310，INSEE市镇编码为61449。

## 政治
圣皮埃尔-拉里维耶尔所属的省级选区为阿让唐第二县。

## 人口

1962-2008年间圣皮埃尔-拉里维耶尔人口变化图示

圣皮埃尔-拉里维耶尔于2018年1月1日时的人口数量为155人。